# 王春雨
王春雨（1995年1月17日—），安徽宿州人，中国女子田径运动员，主项为800米跑。

## 生平
王春雨出生于安徽宿州，从小喜爱田径，小学五年级在宿州市埇桥区运动会崭露头角，被教练郑晓峰看中，开始进行专业训练，主攻800米。2014年进入安徽师范大学行政管理专业学习，2018年被推免保送至安徽师范大学体育学院攻读硕士研究生。在校期间曾获安徽师范大学“双优生”称号，并被评为安徽师范大学2017年“十大新闻人物”、“2017年度安徽省大学生年度人物”。
2016年，在里约奥运会上，作为中国队在女子800米项目唯一参赛选手，以1分59秒93的成绩首次晋级奥运半决赛。
2018年，在雅加达亚运会上，以2分01秒80的成绩夺冠，是中国选手自1994年亚运会曲云霞夺冠之后，时隔24年再次夺得该项目冠军。
2021年7月31日，在2020年夏季奥运会上，以1分59秒14的个人最好成绩成功晋级决赛，成为首位晋级奥运会女子800米项目决赛的中国运动员。这也是继1928年夏季奥运会日本选手人见绢枝获得女子800米跑银牌后，亚洲运动员第二次进入该项目奥运会决赛。
2021年10月，正式入职母校安徽师范大学，成为一名教师。同年11月，被聘任为副教授。2022年1月，当选政协第十四届芜湖市委员会常务委员。
2023年4月，获“全国五一劳动奖章”荣誉称号。

## 主要战绩
- 2010年，安徽省第十二届田径运动会女子800米冠军
- 2011年，世界少年田径锦标赛女子800米亚军[5]
- 2011年，第七届全国城市运动会女子800米冠军
- 2013年，亚洲田径锦标赛女子800米冠军
- 2013年，第十二届全运会女子800米亚军
- 2015年，全国田径冠军赛女子800米冠军[6]
- 2016年，全国田径大奖赛女子800米冠军
- 2017年，第十三届全运会女子800米冠军[7]
- 2018年，第十八届亚洲运动会女子800米冠军
- 2019年，亚洲田径锦标赛女子800米亚军[8]
- 2021年，全国田径冠军赛暨奥运选拔赛女子800米决赛冠军[9]
- 2021年7月31日，以半决赛成绩第五名晋级2020年夏季奥运会女子800米决赛。在8月3日晚的决赛中以1分57秒的个人最好成绩获得第五名[10]。这是自1928年夏季奥运会日本选手人见绢枝获得女子800米跑银牌后，亚洲选手在该项目奥运会比赛中获得的最佳名次。
- 2021年9月，第十四届全运会女子400米亚军、800米冠军、1500米冠军[11]
- 2023年10月，第十九届亚洲运动会女子800米季军[12]

## 外部連結
- 王春雨在国际奥林匹克委员会的资料
- 王春雨在的頁面
- 王春雨的新浪微博
- 王春雨资料-奥运资料库 网易奥运